# Lorengau

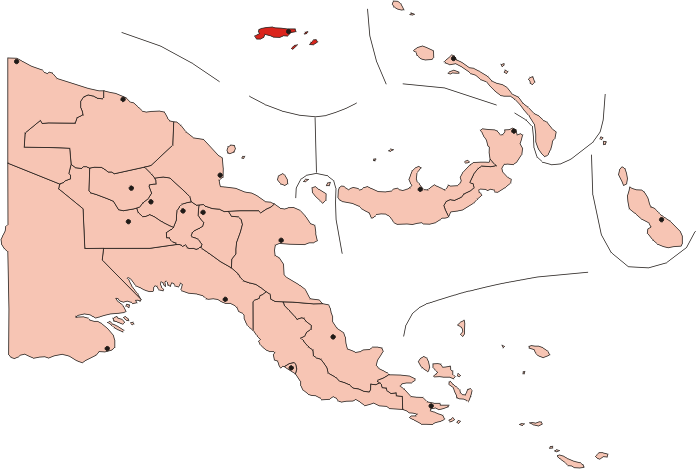
Översiktskarta

Lorengau är huvudort i  Manusprovinsen i Papua Nya Guinea i Stilla havet.

## Staden
Lorengau är belägen på ön  Manus i Bismarckarkipelagen och ligger på öns nordöstra del vid viken Seeadler Harbour och har ca 5.800 invånare. De geografiska koordinaterna är 2º01' S och 147º16' Ö.
Den lilla staden har förutom förvaltningsbyggnader även ett litet sjukhus, ett poliskontor, affärer och några mindre hotel. I hamnen finns möjligheter till båtutflykter.
Stadens flygplats heter Momote (flygplatskod "MAS") och ligger ca 25 km österut på grannön Los Negros. Grannön förbinds med huvudön av en bro.

## Historia
Under andra världskriget ockuperades Lorengau i april 1942 av Japan som använde staden som en central militärbas. USA erövrade staden 1944 och gjorde den i sin tur till en stor Flott- och Flygbas efter att flygplatsen byggdes på Los Negros.
Idag är hamnen den stora utskeppningsplatsen för den lokala Kopraproduktionen.